# Thomas Goppel
Thomas Goppel, né le 30 avril 1947 à Aschaffenbourg, est un homme politique allemand membre de l'Union chrétienne-sociale en Bavière (CSU).
Il est actuellement député au Landtag de Bavière et a été plusieurs fois ministre régional.

## Biographie
Il obtient son Abitur en 1967 à Munich, puis suit des études supérieures à Wurtzbourg, Munich et Salzbourg. En 1970, il passe son premier examen pédagogique d'État, et réussit le second en 1973.
L'année suivante, il devient chercheur au département de pédagogie de l'université Louis-et-Maximilien de Munich. Il exerce par la suite diverses responsabilités éducatives jusqu'en 1974. Il obtient un doctorat en 1982.
Il est président de la Croix-Rouge allemande dans l'arrondissement de Landsberg pendant dix ans à partir de 1981.
Marié et de confession catholique romaine, il est le fils d'Alfons Goppel, ancien ministre-président de Bavière. Il est également le cousin germain de Mgr Konrad Zdarsa.

## Parcours politique

### Comme membre de la CSU
Depuis 1981, il occupe la présidence de la CSU dans l'arrondissement de Landsberg. L'année suivante, il devient porte-parole du parti pour la Jeunesse pendant quatre ans, et Vice-président du groupe de travail sur la Politique culturelle jusqu'en 1992.
Il est élu membre de la présidence de la CSU en 1991. En 1993, il est porté à la vice-présidence du parti dans le district de Haute-Bavière. Candidat à la présidence en 2007, il est battu par Siegfried Schneider.
Thomas Goppel est nommé secrétaire général de la CSU par Edmund Stoiber en 1999, et renonce à cette fonction près de quatre ans et demi plus tard, en 2003.

### Au niveau institutionnel
Le 27 octobre 1974, il est élu député régional au Landtag de Bavière. Douze ans plus tard, il est désigné comme secrétaire d'État au ministère régional de la Science et des Arts.
Il est nommé ministre des Affaires fédérales et européennes par Max Streibl le 30 octobre 1990. Il est maintenu dans ses fonctions le 17 juin 1993, quand Edmund Stoiber succède à Streibl comme ministre-président. Il est cependant muté au ministère du Développement régional et des Questions environnementale le 25 février 1994.
Reconduit le 27 octobre suivant, il conserve son portefeuille jusqu'au 6 octobre 1998. Il ne fait son retour au gouvernement régional que le 14 octobre 2003 comme ministre de la Science, de la Recherche et des Arts. Il conserve ce portefeuille lorsque Stoiber est remplacé par Günther Beckstein le 16 octobre 2007.
Lors des élections régionales du 28 septembre 2008, la CSU perd la majorité absolue qu'elle détenait depuis 1962, et Beckstein renonce à se succéder. Thomas Goppel entre alors dans la course pour le remplace, mais renonce finalement au profit d'Horst Seehofer. Il ne sera toutefois par maintenu dans le gouvernement après l'investiture de Seehofer comme ministre-président de Bavière.